# Anatole Édouard Robert
Pour les articles homonymes, voir Robert.
Anatole Édouard Robert (né à Cholet (Maine-et-Loire) le 11 septembre 1845, mort à Paris le 2 juillet 1900) est un avocat et homme politique français. 

## Biographie
Anatole Édouard Robert est le fils d'un tanneur.  Élève au collège de Combrée qu'il quitta avant son baccalauréat pour n'être pas à charge de son père, il prépara seul ses examens et professa l'histoire au collège de Luçon. Il y prononça un discours de distribution des prix sur la Nécessité de la règle dans la conduite de la vie. Aidé ensuite par un oncle, il suivit l'École de droit et l'École des chartes. Il revint à Angers à la déclaration de la Guerre franco-prussienne de 1870. Il fit fonction d'intendant, conseiller de Préfecture de Maine-et-Loire, puis sous-préfet de Segré le 20 octobre 1870, démissionnaire le 28 mars 1871. À la suite de cette démission, il s'installa comme avocat à Angers et tint à ce Barreau une place importante. 
C'est alors qu'il écrivit le Dictionnaire des usages ruraux et urbains pour tous les cantons du ressort de la Cour d'appel d'Angers (Angers, 1873). A. É. Robert a publié divers ouvrages et brochures remarqués sur des questions de Droit, seul ou en collaboration. Depuis 1870, il eut un rôle très actif dans le Parti républicain de Maine-et-Loire (avec l'aide de la Franc-maçonnerie) et prit une grande part aux luttes électorales de la ville d'Angers et du département. 
Marié en 1875 à Marie Félicité Joséphine Glétron, fille de Félicité-Marie Vésin et d'un ancien maire d'Angers, Jacques Louis Glétron, conseiller général d'un canton de la ville, il se fit apprécier dans l'assemblée départementale par son aptitude à traiter les questions d'affaires et la clarté de ses rapports. Élu Conseiller municipal d'Angers le 22 novembre 1874, il eut un rôle très actif dans le Parti républicain de Maine-et-Loire (avec l'aide de la franc-maçonnerie) et prit une grande part aux luttes électorales de la ville d'Angers et du département ; il se fit apprécier dans l'assemblée départementale par son aptitude à traiter les questions d'affaires et la clarté de ses rapports. Il démissionna en mars 1875.
Il quitta Angers et le Conseil général de Maine-et-Loire après avoir été élu conseiller général du Canton de Sainte-Suzanne (Mayenne) le 12 juillet 1887 lors des Élections cantonales de 1887 à la suite d'une invalidation. Comme il était républicain et franc-maçon, cette élection eut pour résultat de faire passer la majorité de droite à gauche. Réélu en 1892 sans concurrent, il échoua néanmoins aux Élections législatives de 1889 pour la députation contre Charles Théophile de Plazanet. Il acheta dans le pays de nombreuses propriétés. 
Il est pressenti par le Comité républicain pour être candidat aux Élections législatives de 1898, mais en mauvaise santé, il ne peut se présenter, et s'engage à faire élire Pierre Heuzey en lui apportant son fort soutien.
Il était maire de Vaiges (Mayenne) depuis 1886 et Président du Comice agricole de son canton jusqu'à sa mort subite le 2 juillet 1900. Il était chevalier de la Légion d'honneur, Officier de l'Instruction publique, Officier du Mérite agricole et décoré de plusieurs ordres étrangers.
Quinze ans après sa mort fut publié son ouvrage Traités et Conventions diplomatiques entre la France et la Russie depuis 1814 (Librairie Arthur Rousseau & Cie, Éditeur, Paris 1915).
Anatole Édouard Robert était le père du poète Jacques Robert (1875-1892). Un mausolée fut élevé en souvenir de la famille Vesin - Glétron - Robert, bâtiment mitoyen à sa propriété - aujourd'hui le parc Jacques Glétron - et au cimetière de Vaiges.

## Sources
- « Anatole Édouard Robert », dans Alphonse-Victor Angot et Ferdinand Gaugain, Dictionnaire historique, topographique et biographique de la Mayenne, Laval, A. Goupil, 1900-1910 [détail des éditions] (BNF 34106789, présentation en ligne), t. IV, p. 784-785
- Biographie de Jacques Robert, bibliothèque municipale de Vaiges
- Indications gravées sur le mausolée Jacques Robert à Vaiges

- Notices d'autorité :   - VIAF
  - IdRef